# Fábio Santos (lateral)
Fábio Santos Romeu (São Paulo, 16 de setembro de 1985) é um ex-futebolista brasileiro que atuava como lateral-esquerdo.
Um dos dez jogadores bicampeões do Mundial de Clubes da FIFA por dois times diferentes (São Paulo em 2005 e Corinthians em 2012), Fábio Santos faz parte de um seleto grupo que conta com Dida, Danilo, Thiago Alcântara, Cristiano Ronaldo, Toni Kroos, Xherdan Shaqiri, Mateo Kovačić, Antonio Rüdiger e David Alaba.

## Carreira

### São Paulo
Revelado pelas categorias de base do São Paulo, Fábio Santos surpreendeu demonstrando grande habilidade em seu primeiro ano como profissional em 2003. Sua primeira partida como profissional foi logo como titular, pela Copa Sul-Americana, em que o São Paulo goleou o Grêmio por 4–0 — o Tricolor estava disputando essa competição inicialmente com seus jogadores reservas. O lateral-esquerdo (e às vezes meia) disputou de igual para igual a vaga com Gustavo Nery e Fabiano.

#### 2004
Em 2004 jogou grande parte do ano como titular do Tricolor Paulista e disputou a Libertadores pela primeira vez, mas como reserva. Naquele ano o São Paulo chegou até a semifinal da Libertadores, mas foi eliminado após perder para o Once Caldas. Depois disso, Fábio Santos virou titular da equipe até o final do ano. No entanto, o São Paulo contratou o experiente lateral-esquerdo Júnior, pentacampeão mundial pela Seleção Brasileira em 2002.

#### 2005
Nesse ano perdeu a titularidade em definitivo para Júnior, mas ainda assim disputou alguns jogos do Campeonato Paulista e do Campeonato Brasileiro – já que o time do São Paulo visava o título continental.
O clube tricolor não pôde contar com o jogador contra a equipe do River Plate, válida pela fase semifinal da Copa Libertadores da América. O lateral, junto com seus companheiros de equipe Diego Tardelli e Edcarlos, foram convocados pela Seleção Brasileira Sub-20 para disputar o Campeonato Mundial Sub-20 de 2005, na Holanda. Voltou a tempo de ficar à disposição do treinador Paulo Autuori para a final da Libertadores de 2005 e chegou a entrar no segundo tempo da partida decisiva contra o Atlético Paranaense no Estádio do Morumbi.
No Campeonato Brasileiro o jogador ganhou mais chances na equipe titular, para que o time titular do São Paulo se preparasse para o mundial no final do ano. O seu desempenho fez com que o treinador Paulo Autuori o inscrevesse na competição, sendo assim campeão do Mundial de Clubes da FIFA contra o Liverpool.

### Cruzeiro
Em 2007 transferiu-se para o Cruzeiro. Porém, sofreu com contusões que não o ajudaram a atuar muito pelo clube de Belo Horizonte, além de não ter tido sucesso com os torcedores da Raposa. No fim da temporada, acabou sendo devolvido ao São Paulo.

### Monaco e Santos
Em 2008, Fábio Santos acertou com o futebol francês, para jogar no Monaco por 7 milhões de dólares (12,6 milhões de reais). No entanto, depois de atuar em apenas cinco partidas pela equipe, acertou seu retorno ao Brasil e foi emprestado ao Santos até dezembro de 2008.

### Grêmio
Chegou ao Grêmio em janeiro de 2009, em uma transferência livre. Estreou oficialmente pelo Tricolor no dia 21 de janeiro, em partida válida pelo Campeonato Gaúcho, contra o Inter de Santa Maria, no Estádio Presidente Vargas. O jogo acabou em 1–1 e Fábio não marcou nenhum gol. Segundo o jornal Zero Hora, ele "representou um acréscimo em relação a Hélder, o antigo dono da lateral-esquerda".
No dia 7 de agosto, Fábio Santos sofreu uma fratura no pé esquerdo e ficou fora dos gramados por dois meses.
Em 2010 começou na reserva do time tricolor, mas com a lesão de Lúcio, titular até então, Fábio Santos assumiu a titularidade da lateral-esquerda do time do Grêmio no Campeonato Gaúcho. Fábio Santos teve boas atuações no Campeonato Gaúcho, sendo campeão da competição, vencendo na final o maior rival do Grêmio, o Internacional. No Campeonato Brasileiro, Fábio Santos oscilou boas e más atuações, sendo muitas vezes vaiado pelo torcedor do Grêmio. Mesmo com Lúcio recuperado da lesão, Fábio continuou sendo titular da posição. Com a chegada de Renato Gaúcho ao comando do Tricolor, o lateral achou o seu melhor futebol, marcando um gol no Grenal de 23 de outubro, no empate em 2–2 no Estádio Olímpico. Desde então, a torcida do Grêmio voltou a apoiá-lo e ele tornou-se titular absoluto da posição. Com o contrato vencendo em 31 de dezembro, a nova diretoria do Grêmio apresentou proposta para renovação e o procurador do jogador apresentou uma contraproposta, mas as partes não chegaram a um acordo. Assim, no dia 23 de dezembro o clube oficializou a saída do jogador.

### Corinthians

#### 2011
Foi anunciado como novo reforço do Corinthians no dia 12 de janeiro. Sua partida de estreia foi contra o São Bernardo, no dia 30 de janeiro, pelo Campeonato Paulista. Com a lesão de Roberto Carlos, o jogador disputou, ainda na mesma semana, o jogo contra o Tolima, que causou mais uma eliminação do Corinthians na Copa Libertadores da América. O lateral assumiu a vaga de titular depois que Roberto Carlos rescindiu o contrato com o Corinthians para jogar no modesto Anzhi, da Rússia. No jogo de homenagem a Ronaldo Fenômeno, que havia se aposentado do futebol profissional, Fábio Santos marcou duas vezes na vitória por 3–1 sobre o Santos, em partida válida pelo Campeonato Paulista. Apesar de ter sofrido duas contusões, fez parte do elenco e foi titular durante a maior parte da temporada com o técnico Tite. No final do ano, acabou sagrando-se campeão do Campeonato Brasileiro.

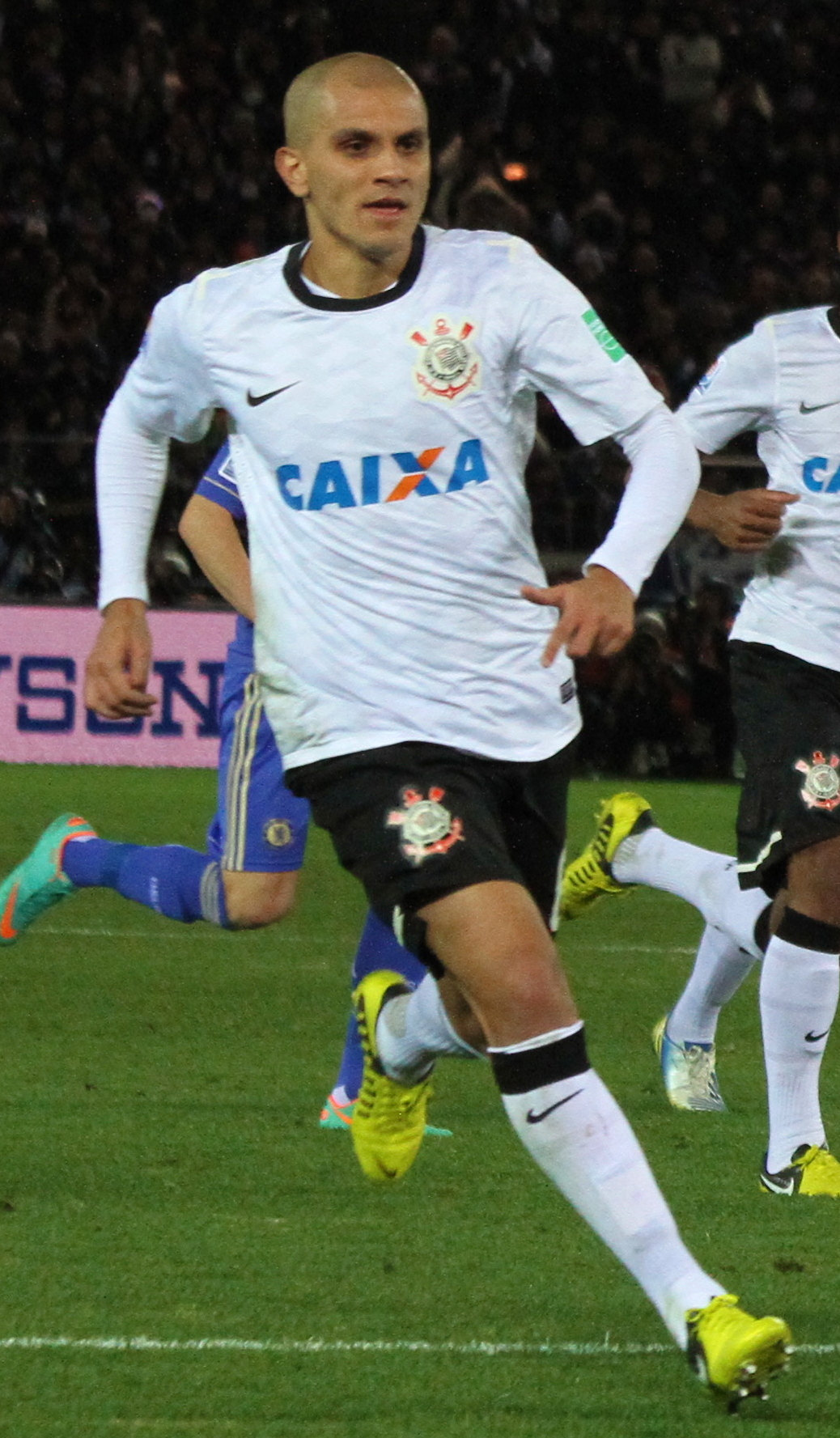
Fábio Santos contra o Chelsea pelo Mundial de Clubes de 2012

#### 2012
Em 1 de fevereiro, numa partida contra o Ituano, o lateral chegou à marca de 50 jogos com a camisa do alvinegro paulista. Já no dia 9 de maio, no jogo de volta das oitavas de final da Libertadores, no Pacaembu, onde o Corinthians venceu o Emelec do Equador por 3–0, Fábio fez o primeiro gol do time.
No dia 4 de julho, após uma vitória por 2–0 diante do Boca Juniors no estádio do Pacaembu, Fábio Santos conquistou seu segundo título da Libertadores, sendo essa a primeira da história do Corinthians. Já no dia 4 de novembro, chegou a marca de 100 jogos com a camisa do Timão. Naquele mesmo ano, foi campeão, também pela segunda vez, do Mundial de Clubes da FIFA 2012. O clube enfrentou o Chelsea na final e conseguiu a vitória por 1–0, com gol de Paolo Guerrero.

#### 2013
Em dia 21 de fevereiro, após a morte de um torcedor boliviano na estreia corintiana na Libertadores, diante do San José, devido a um sinalizador lançado pela torcida brasileira, o lateral se posicionou e afirmou que, se a eliminação do clube na competição equacionasse as mortes no futebol, ele seria completamente favorável a tal medida e que sairia do Corinthians. Ainda naquele ano, em maio, foi campeão do Campeonato Paulista. Em julho, depois de duas vitórias contra o rival São Paulo, o Corinthians conquistou também o título da Recopa Sul-Americana.

### Cruz Azul
No dia 18 de junho de 2015, o jogador assinou um contrato com o Cruz Azul, do México.

### Atlético Mineiro
Foi anunciado pelo Atlético Mineiro no dia 12 de junho de 2016, após demoradas negociações e um acerto com o Cruz Azul. O jogador assinou com o clube mineiro por três temporadas.
Fábio Santos estreou com a camisa do Galo na vitória atleticana por 1–0, sobre o Palmeiras, no Allianz Parque. Ao final da temporada, o lateral-esquerdo foi premiado com a Bola de Prata, coroando sua regularidade ao longo do Brasileirão 2016.
No dia 19 de janeiro de 2018, foi anunciada a extensão do vínculo do jogador com o clube mineiro até dezembro de 2020.
Após quatro anos, despediu-se do clube mineiro no dia 19 de outubro de 2020, quando rescindiu seu contrato para retornar ao Corinthians.

### Retorno ao Corinthians e aposentadoria

#### 2020

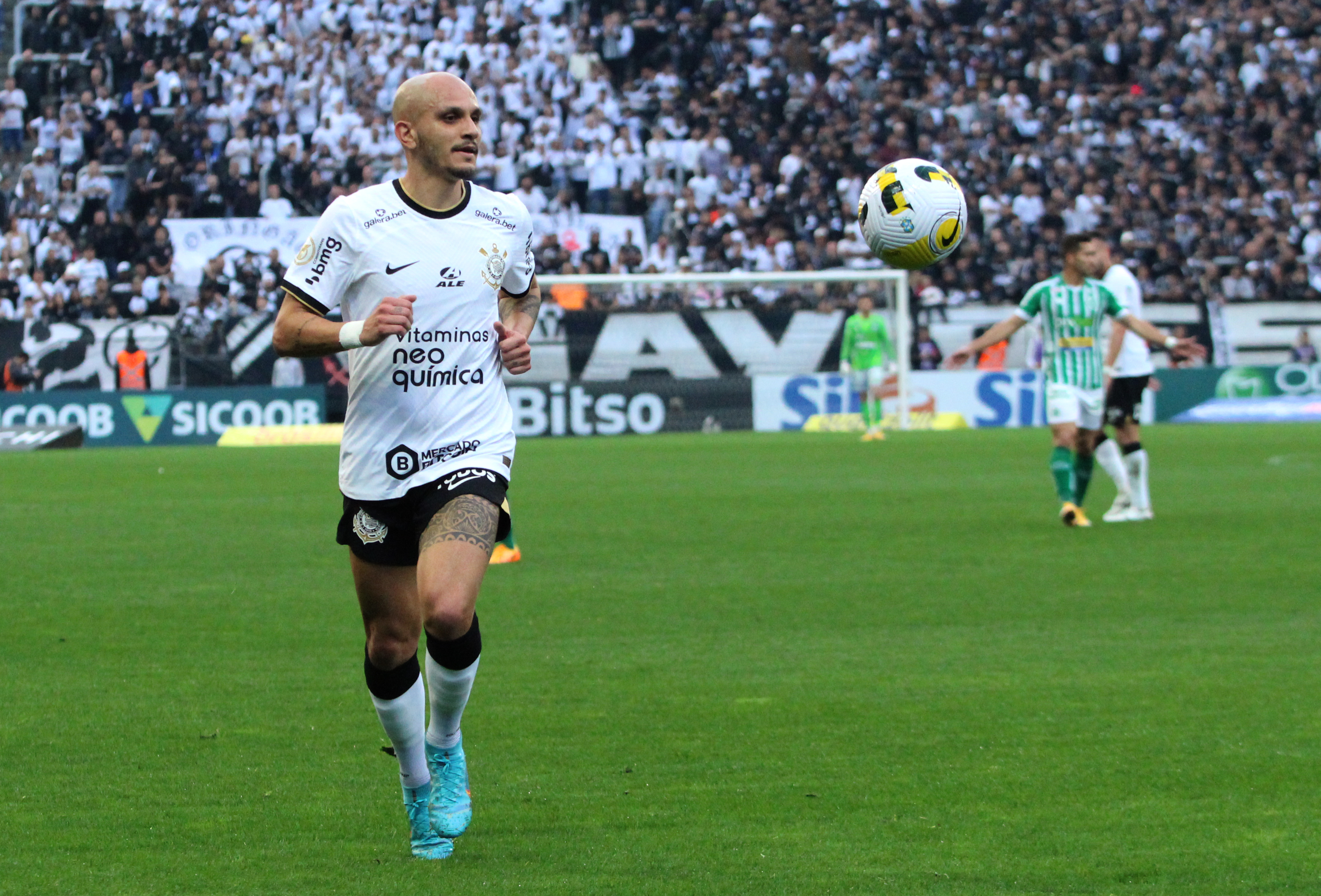
Fábio Santos atuando pelo Corinthians em 2022

Em 19 de outubro, o Corinthians anunciou a volta de Fábio Santos, aos 35 anos, com um contrato até o final de 2021. O jogador realizou sua reestreia no dia 21 de outubro, sendo titular em uma vitória por 2–1 contra o Vasco, no São Januário, pelo Campeonato Brasileiro. Marcou seu primeiro gol, após o retorno, no dia 7 de novembro, de pênalti, em um empate por 1–1 contra o Atlético Goianiense, no Estádio Olímpico, pelo Campeonato Brasileiro.

#### 2021
Em 20 de junho, chegou a marca de 250 jogos com a camisa do Corinthians. Já no dia 22 de setembro, renovou seu contrato até o final de 2022.

#### 2022
O lateral chegou à marca de 300 jogos com a camisa do Corinthians no dia 10 de julho, numa vitória por 1–0 contra o Flamengo, na Neo Química Arena, pelo Campeonato Brasileiro.

#### 2023
Em 18 de julho, numa vitória por 3–2 contra o América-MG, Fábio Santos completou 350 jogos pelo clube paulista. Após a vitória no tempo normal, o alvinegro venceu por 3–1 nos pênaltis e avançou nas quartas de final da Copa do Brasil. Balançou as redes de pênalti no dia 5 de agosto, num empate por 2–2 contra o Internacional, no Beira-Rio, em jogo válido pela 18ª rodada do Campeonato Brasileiro. Já no dia 19 de outubro, Fábio Santos marcou aquele que foi o último gol da sua carreira. Na ocasião, o lateral balançou as redes e fez o terceiro gol corintiano no empate por 3–3 diante do Fluminense. Realizou sua última partida como atleta profissional no dia 2 de dezembro, começando como titular e carregando a braçadeira de capitão em uma derrota por 2–1 para o Internacional.

#### 2024
Após a aposentadoria dos gramados, Fábio Santos iniciou sua carreira de comentarista e assinou contrato com a CazéTV para trabalhar nas transmissões do Campeonato Paulista de 2024.

## Seleção Nacional

### Sub-20
Pelas Seleções de base do Brasil, Fábio Santos defendeu a Sub-20, em 2005. Nesse ano participou do Copa do Mundo FIFA Sub-20, onde o Brasil foi eliminado nas semifinais pela Argentina. O lateral marcou o primeiro gol do Brasil na disputa pelo terceiro lugar, numa vitória por 2–1 contra o Marrocos.

### Principal
Pela Seleção Brasileira principal, recebeu sua primeira convocação no dia 11 de setembro de 2012, sendo chamado pelo treinador Mano Menezes.
Em novembro de 2016, devido à suspensão do titular Marcelo, Fábio Santos recebeu sua primeira oportunidade com o técnico Tite, sendo chamado para uma partida contra o Peru, em Lima, válida pelas Eliminatórias da Copa do Mundo FIFA de 2018.

## Estatísticas

### Clubes
Abaixo estão listados todos os jogos, gols e assistências do futebolista por clubes
| Clube             | Temporada         | Campeonato nacional | Campeonato nacional | Campeonato nacional | Copa nacional[a] | Copa nacional[a] | Copa nacional[a] | Competições continentais[b] | Competições continentais[b] | Competições continentais[b] | Outros torneios[c] | Outros torneios[c] | Outros torneios[c] | Total | Total | Total   |
| Clube             | Temporada         | Jogos               | Gols                | Assist.             | Jogos            | Gols             | Assist.          | Jogos                       | Gols                        | Assist.                     | Jogos              | Gols               | Assist.            | Jogos | Gols  | Assist. |
| ----------------- | ----------------- | ------------------- | ------------------- | ------------------- | ---------------- | ---------------- | ---------------- | --------------------------- | --------------------------- | --------------------------- | ------------------ | ------------------ | ------------------ | ----- | ----- | ------- |
| São Paulo         | 2003              | 13                  | 0                   | 0                   | —                | —                | —                | 6                           | 0                           | 0                           | 2                  | 0                  | 0                  | 21    | 0     | 0       |
| São Paulo         | 2004              | 27                  | 1                   | 0                   | —                | —                | —                | 9                           | 0                           | 0                           | 10                 | 0                  | 0                  | 46    | 1     | 0       |
| São Paulo         | 2005              | 13                  | 1                   | 0                   | —                | —                | —                | 2                           | 0                           | 0                           | 4                  | 0                  | 0                  | 19    | 1     | 0       |
| São Paulo         | 2006              | 2                   | 0                   | 0                   | —                | —                | —                | —                           | —                           | —                           | 5                  | 0                  | 0                  | 7     | 0     | 0       |
| São Paulo         | Total             | 55                  | 2                   | 0                   | —                | —                | —                | 17                          | 0                           | 0                           | 21                 | 0                  | 0                  | 93    | 2     | 0       |
| Kashima Antlers   | 2006              | 20                  | 3                   | 0                   | 7                | 0                | 1                | —                           | —                           | —                           | —                  | —                  | —                  | 27    | 3     | 1       |
| Kashima Antlers   | Total             | 20                  | 3                   | 0                   | 7                | 0                | 1                | —                           | —                           | —                           | —                  | —                  | —                  | 27    | 3     | 1       |
| Cruzeiro          | 2007              | 4                   | 0                   | 1                   | 5                | 0                | 0                | —                           | —                           | —                           | 10                 | 0                  | 0                  | 19    | 0     | 1       |
| Cruzeiro          | Total             | 4                   | 0                   | 1                   | 5                | 0                | 0                | —                           | —                           | —                           | 10                 | 0                  | 0                  | 19    | 0     | 1       |
| Monaco            | 2007–08           | 5                   | 1                   | 0                   | —                | —                | —                | —                           | —                           | —                           | —                  | —                  | —                  | 5     | 1     | 0       |
| Monaco            | Total             | 5                   | 1                   | 0                   | —                | —                | —                | —                           | —                           | —                           | —                  | —                  | —                  | 5     | 1     | 0       |
| Santos            | 2008              | 5                   | 0                   | 0                   | —                | —                | —                | —                           | —                           | —                           | —                  | —                  | —                  | 5     | 0     | 0       |
| Santos            | Total             | 5                   | 0                   | 0                   | —                | —                | —                | —                           | —                           | —                           | —                  | —                  | —                  | 5     | 0     | 0       |
| Grêmio            | 2009              | 20                  | 1                   | 4                   | —                | —                | —                | 12                          | 1                           | 3                           | 11                 | 1                  | 0                  | 43    | 3     | 7       |
| Grêmio            | 2010              | 24                  | 1                   | 3                   | 4                | 0                | 0                | 2                           | 0                           | 0                           | 15                 | 1                  | 0                  | 45    | 2     | 3       |
| Grêmio            | Total             | 44                  | 1                   | 7                   | 4                | 0                | 0                | 14                          | 1                           | 3                           | 26                 | 2                  | 0                  | 88    | 5     | 10      |
| Corinthians       | 2011              | 27                  | 0                   | 1                   | —                | —                | —                | 1                           | 0                           | 0                           | 16                 | 3                  | 1                  | 44    | 3     | 2       |
| Corinthians       | 2012              | 29                  | 1                   | 1                   | —                | —                | —                | 14                          | 1                           | 0                           | 18                 | 0                  | 1                  | 61    | 2     | 2       |
| Corinthians       | 2013              | 19                  | 0                   | 0                   | 2                | 1                | 0                | 8                           | 0                           | 1                           | 18                 | 1                  | 0                  | 47    | 2     | 1       |
| Corinthians       | 2014              | 35                  | 4                   | 2                   | 7                | 0                | 0                | —                           | —                           | —                           | 3                  | 0                  | 1                  | 45    | 4     | 3       |
| Corinthians       | 2015              | 6                   | 1                   | 0                   | —                | —                | —                | 4                           | 0                           | 0                           | 7                  | 2                  | 0                  | 17    | 3     | 0       |
| Corinthians       | 2020              | 20                  | 3                   | 0                   | —                | —                | —                | —                           | —                           | —                           | —                  | —                  | —                  | 20    | 3     | 0       |
| Corinthians       | 2021              | 32                  | 3                   | 3                   | 2                | 0                | 1                | 5                           | 0                           | 0                           | 5                  | 2                  | 1                  | 44    | 5     | 5       |
| Corinthians       | 2022              | 22                  | 3                   | 0                   | 6                | 0                | 0                | 8                           | 0                           | 0                           | 5                  | 2                  | 0                  | 41    | 5     | 0       |
| Corinthians       | 2023              | 25                  | 4                   | 1                   | 8                | 0                | 0                | 9                           | 0                           | 0                           | 13                 | 1                  | 0                  | 55    | 5     | 1       |
| Corinthians       | Total             | 215                 | 19                  | 8                   | 25               | 1                | 1                | 49                          | 1                           | 1                           | 85                 | 11                 | 3                  | 374   | 32    | 14      |
| Cruz Azul         | 2016              | 28                  | 3                   | 0                   | 7                | 0                | 0                | —                           | —                           | —                           | —                  | —                  | —                  | 35    | 3     | 0       |
| Cruz Azul         | Total             | 28                  | 3                   | 0                   | 7                | 0                | 0                | —                           | —                           | —                           | —                  | —                  | —                  | 35    | 3     | 0       |
| Atlético Mineiro  | 2016              | 20                  | 0                   | 4                   | 7                | 0                | 1                | —                           | —                           | —                           | —                  | —                  | —                  | 27    | 0     | 5       |
| Atlético Mineiro  | 2017              | 34                  | 5                   | 2                   | 4                | 0                | 0                | 8                           | 0                           | 0                           | 18                 | 0                  | 0                  | 64    | 5     | 2       |
| Atlético Mineiro  | 2018              | 32                  | 4                   | 1                   | 7                | 0                | 0                | 1                           | 0                           | 0                           | 12                 | 2                  | 0                  | 52    | 6     | 1       |
| Atlético Mineiro  | 2019              | 30                  | 4                   | 1                   | 4                | 0                | 1                | 17                          | 2                           | 1                           | 9                  | 1                  | 0                  | 60    | 7     | 3       |
| Atlético Mineiro  | 2020              | 5                   | 0                   | 0                   | 1                | 0                | 0                | 1                           | 0                           | 0                           | 6                  | 2                  | 0                  | 13    | 2     | 0       |
| Atlético Mineiro  | Total             | 121                 | 13                  | 8                   | 23               | 0                | 2                | 27                          | 2                           | 1                           | 45                 | 5                  | 0                  | 216   | 20    | 11      |
| Total na carreira | Total na carreira | 497                 | 42                  | 24                  | 71               | 2                | 4                | 107                         | 4                           | 5                           | 187                | 18                 | 3                  | 862   | 66    | 37      |

- a. ^ Jogos da Copa do Imperador, Copa da Liga Japonesa, Copa do Brasil e Copa México
- b. ^ Jogos da Copa Libertadores e Copa Sul-Americana
- c. ^ Jogos do Campeonato Paulista, Mundial de Clubes, Recopa Sul-Americana, Campeonato Mineiro e Campeonato Gaúcho

### Seleção Brasileira
Abaixo estão listados todos os jogos, gols e assistências do futebolista pela Seleção Brasileira, desde as categorias de base
Seleção Principal
| Ano               | Amistosos | Amistosos | Amistosos |
| Ano               | Jogos     | Gols      | Assist.   |
| ----------------- | --------- | --------- | --------- |
| 2012              | 3         | 0         | 0         |
| 2017              | 1         | 0         | 0         |
| Total na carreira | 4         | 0         | 0         |

Seleção Sub–20
| Ano               | Campeonato Mundial | Campeonato Mundial | Campeonato Mundial |
| Ano               | Jogos              | Gols               | Assist.            |
| ----------------- | ------------------ | ------------------ | ------------------ |
| 2007              | 7                  | 1                  | 0                  |
| Total na carreira | 7                  | 1                  | 0                  |

## Títulos
São Paulo
- Campeonato Paulista: 2005
- Copa Libertadores da América: 2005
- Mundial de Clubes da FIFA: 2005[39]
- Campeonato Brasileiro: 2006

Grêmio
- Campeonato Gaúcho: 2010
- Taça Fronteira da Paz: 2010

Corinthians
- Campeonato Brasileiro: 2011 e 2015
- Copa Libertadores da América: 2012
- Mundial de Clubes da FIFA: 2012
- Campeonato Paulista: 2013
- Recopa Sul-Americana: 2013

Atlético Mineiro
- Campeonato Mineiro: 2017 e 2020

Seleção Brasileira
- Superclássico das Américas: 2012

### Prêmios individuais
- Seleção da Copa Libertadores da América: 2013[40]
- Seleção da Rodada - Troféu Armando Nogueira - Melhor Lateral-Esquerdo da 23ª Rodada do Campeonato Brasileiro de 2014: Nota 7,0[41]
- Bola de Prata: 2016
- Troféu Globo Minas - Seleção do Campeonato Mineiro: 2018